# Kato Nevrokopi
Kato Nevrokopi ( græsk: Κάτω Νευροκόπι "Nedre Nevrokopi ") er en by og kommune i den nordvestlige del af Drama regionale enhed, Grækenland . Før kommunalreformen i 2011 var det den største kommune i hele Grækenland med et areal på 873,552 km2. Folketællingen i 2011 rapporterede en befolkning på 7.860 indbyggere. Regionen er kendt for de meget lave temperaturer om vinteren og for sine berømte landbrugsprodukter som kartofler og bønner.
Området har flere turistcentrer: skicentret Falakro, den traditionelle bebyggelse i landsbyen Granitis (indb. 78), den historiske bunker i Lise, de kunstige søer i Lefkogeia og Potamoí, de spektakulære ruter i skovene, de gamle kirker. Skovstierne byder på en fremragende udsigt til vandrere. De største byer i kommunen er Kato Nevrokopi (kommunens hovedsæde, 2.157 indb.), Volakas (1.028), Perithorio (898), Lefkogeia (465), Kato Vrontou (554) og Ochyro (514). På kommunens område ligger flere forladte landsbyer, herunder Monastiri og Mavrochori.

## Historie
Under Det Osmanniske Rige blev landsbyen overvejende beboet af bulgarere, med et lille antal tyrkere og Vlachs. Efter den græsk-tyrkiske krig (1919-1922) og den efterfølgende befolkningsudveksling blev den befolket af et stort antal græske flygtninge fra Lilleasien. I 1927 blev dens navn ændret fra Ζύρνοβο (Zyrnovo , Зърново) til Kato Nevrokopi, efter nabobyen Nevrokop (nuværende Gotse Delchev) i Bulgarien. Den 18. april 1945, under kampe i forbindelse med den græske borgerkrig, forlod mange slaviske indbyggere området. Mange af dem genbosatte sig i Štip, i dag i Nordmakedonien.